# Валентиниане
Валентиниане — последователи египетского философа II века Валентина, основавшего в Риме собственную философскую школу, гностико-христианское учение которой в Европе принято называть «валентианизмом» (англ. valentinianism; лат. valentinianismus, т.е. валентинианством).
Эта изолированная школа продержалась до V века и в некоторых городах имела даже особые храмы.

## Учитель Валентин
Валентин (лат. Valentinus) был родом из Египта, жил в первой половине II-го века; прибыл в Рим при папе Гигине (136—140 годы папства) в 140 году, стал знаменит при папе Пие I (140—154/155) и дожил до времени папы Аникиты (154/155 — 165/166). Умер на острове Кипре в 160 году. Других достоверных сведений о его жизни нет. Его сочинения, как и многие другие гностические тексты, до нас не дошли, за исключением некоторых фрагментов.
Валентинова система, стоящая во главе египетского типа гностики, обстоятельно излагается в древнейшем и важнейшем источнике для изучения гностицизма — у Иринея Лионского, в его «др.-греч. Έλεγχος καί άνατροπή ψευδωνύμου» (книга I). В основе системы — общегностическая идея абсолютной полноты (πλήρομα) вечного бытия или мира эонов (άιώνες), из которого происходит и к которому возвращается всё способное к восприятию истины.

## Последователи Валентина

### Ближайшие
Ближайшими последователями Валентина, современных св. Иринею (ок. 130—202; Римская империя) были Секунд, Епифанэс, Птолемей и Ираклеон (Гераклеон).
Секунд (Secundus) внёс в идею плеромы начало пифагорейского дуализма, различая в высшей восьмёрке (огдоаде) правую и левую стороны, или свет и тьму.
Епифанэс (Epiphanes; не путать с другим гностиком-тёзкой) осложнил метафизическую часть системы диалектическими тонкостями, осмеянными у св. Иринея, как, например, различение между единичностью (μονότης), единостью (ένότης), единицей (μονάς) и единым (έν).
Птолемея внёс оригинальное видоизменение основной метафизической идеи, утверждая, что абсолютному первоначалу, Глубине, присущи два вечных аффекта или расположения (διαθέσεις): пассивный — мысль (έννοια) и активный — воля (θελημα). Мысль заключала в себе идеально всякое дальнейшее произведение (προβολή) Первоначала, но не могла ничего реально осуществить сама собой, пока её не оплодотворило активное волевое начало, породив из такого сочетания Ум и Истину, а затем и всё прочее (в XIX веке Гартман в точности воспроизвёл этот метафизический роман). В Письме к Флоре (сохранённом у св. Епифания) Птолемей доказывает, что закон Моисеев по происхождению своему тройственен: одна часть его содержит заповеди Божии, другая принадлежит Моисею, третья — семидесяти старейшинам. То, что в законе идет от Бога, также трояко по своему характеру: есть заповеди, исполненный Христом и обязательные для всякого христианина (десятословие); есть законы, упразднённые Евангелием («око за око» и т. п.), и есть, наконец, предписания символические и аллегорические. При таком своём смешанном характере это законодательство не может происходить ни от абсолютно доброго, ни от злого начала, а происходит от Бога справедливого, создавшего видимый мир (Демиурга) и занимающего среднее положение между добром и злом.
Ираклеон (Гераклеон; Herakleon) написал толкование на Евангелия от Луки и от Иоанна (фрагменты сохранились у Климента Александрийского и у Оригена); его ученики установили особое таинство для умирающих, которых мазали елеем, поливали священной водой и произносили над ними специальные молитвы и заклинания, чтобы искупить их духовную сущность из-под власти Демиурга и дьявола.

### Другие
К Валентиновой школе относят также Марка-жреца (Marcus), который думал дать новое основание системе в сложении и разложении чисел, имён и букв. Вместе с тем он и его последователи предавались усиленно магии и практической теургии, чем привлекали многих, особенно богатых женщин. Марк, равно как Секунд и Птолемей, действовали на Западе (в Италии и Галлии); представителями же Валентиновой школы на Востоке были Аксионик (Axionicus) и Ардезиан (Ardesianus).